# الكلية الأمريكية بالقاهرة
الكلية الأمريكية بالقاهرة هي كلية أمريكية خاصة تقع في القاهرة، مصر.

## الروابط الخارجية
1. ↑  "Contact Information." Cairo American College. Retrieved on 23 January 2015. "1 Midan Digla Maadi 11431 Cairo, Egypt" نسخة محفوظة 27 ديسمبر 2016 على موقع واي باك مشين.

- Cacegypt.org